# USK TRAK
USK TRAK（ユーエスケイ・トラック、1983年6月26日 - ）は、日本の作曲家、トラックメイカー、音楽プロデューサー。

## 来歴
7歳から17歳までピアノを学ぶ。小学生の頃から作曲を始め、17歳の頃よりリズム・アンド・ブルース、ヒップホップ・ミュージックを意識した、打ち込みでの作曲を開始。18歳で上京。2005年、アーティスト兼俳優の田中雄一郎のアルバム収録曲でプロデューサー・作家デビュー。以後、安室奈美恵・HI-D等、リズム・アンド・ブルース、ヒップホップ・ミュージック色の強いアーティストのプロデュース・制作を多数組手掛けるようになる。

## 提供作品
- AKTION（アクション） a.k.a.真木蔵人
  - 『WHITE BOOK』（アルバム）
「Get Wet」
- 安室奈美恵
  - 『BEST FICTION』（ベストアルバム）
「Sexy Girl」（今井了介との共作編曲）
- URATA NAOYA
  - 『LUIRE presents ザ・パーティー』（オムニバス・アルバム）
「ECSTASY feat.YUKALI -USK TRAK Remix-(LUIRE Exclusive)」
  - 『TURN OVER』（アルバム）
「I think I'm in love」「HOT LIKE FIRE」（HI-Dと共作曲）「Starting all over」「White lie」
- w-inds.
  - 『w-inds.Single Mega-Mix』（シングルズ・リミキシーズ）
※UTA、MANABOON、今井了介と共同リミックス
  - 『Another World』（アルバム）
「Re:vision」（作曲と共にコーラスも務めている）
- OZROSAURUS
  - 「Bay Blues」（シングル）
  - 「J.O.K.E.」（シングル）
- KAMUI
  - 「STOMP!」（シングル）
「Beat & Tap」
- KM-MARKIT
  - 『MARK OUT』（アルバム）
「Chillin」
- Shyne
  - 『Best Friend』（アルバム）
「HYPNOTIZE」「Gotta Let U Go」「DEDICATE」
- JtoS
  - 「Take it Easy」（シングル）
「季節外れのクリスマス」
- Sowelu feat.KURO（HOME MADE 家族）
  - 『We Love Cyndi -Tribute to Cyndi Lauper-』（トリビュート・アルバム）
「Time After Time」（シンディ・ローパー「Time After Time」のカバー）
- 田中雄一郎
  - 『STUPID SUPER STAR』（アルバム）
「KILL」「THE SUN」（共にコーラスも務めている）
- TEE
  - 「キミをノせて feat.YOUNGSHIM」（配信限定）
- NITE FULL MAKERS
  - 『N（エヌ）』（アルバム）
「For me feat.JAY'ED」
- NaNa
  - 『STARZ FILE』（オムニバス・アルバム）
「Baby 〜part 2〜」
  - 「SHOW GIRL」（シングル）
「Next to you...」「SHOW GIRL II」
- HI-D
  - 『ME II YOU』（アルバム）
「Can I Getta feat.MIHO BROWN」「Vanilla」「Loveholic」
  - 『24 -twenty four-』（アルバム）
「Get It Right」
- BoA
  - 『WOO WEEKEND』（シングル）
「NO DANCE, NO LIFE」
- LUNA
  - 『QUEEN of STREET』（アルバム）
「I'll Be There」「Your My Special」
- Juan（ユアン）a.k.a.石田裕子
  - 『call me back Boy』（ミニ・アルバム）
「BABYDOLL」
- その他
  - 『dance movement feat.Dance Team; PRIME TIME, OH GIRL!』（ハウツー・ダンス DVD）※音源制作・ミックス
  - ダンサー・Crazy Zone ショーケース※音源ミックス